# Meißwinkel
Meißwinkel ist eine Ortslage im Wuppertaler Stadtbezirk Vohwinkel, Wohnquartier Schöller-Dornap. 

## Lage und Beschreibung
Meißwinkel liegt im Norden Vohwinkels an der Düssel, unmittelbar an der Stadtgrenze zu Mettmann und Wülfrath. Benachbarte Orte sind Überzurbeck, Scheidt, Dörnen, Langendorf und Tillmannsdorf in Wülfrath, Zum Löh, Buschdelle und Böck in Mettmann und Schmalefeld, Am Heister und Hahnenfurth in Wuppertal.

## Geschichte
Im 19. Jahrhundert war Meißwinkel ein Wohnplatz in der Landgemeinde Unterdüssel der Bürgermeisterei Wülfrath, die aus der bergischen Honschaft Unterdüssel hervorging. Auf der Topographischen Aufnahme der Rheinlande von 1824 und auf der Preußischen Uraufnahme von 1843 ist der Ort als Meiswinkel beschriftet. 1888 besaß der Ort laut dem Gemeindelexikon für die Provinz Rheinland zwei Wohnhäuser mit 14 Einwohnern. Der Ort wird zu der Zeit Meiswinkel genannt.
Mit der Kommunalreform von 1975 wurde der Bereich um Meißwinkel in die Stadt Wuppertal eingemeindet.